# Heinrich von Herzogenberg
Heinrich Peter Freiherr von Herzogenberg (10. června 1843 Štýrský Hradec – 9. října 1900 Wiesbaden) byl rakouský hudební skladatel a dirigent.

## Život
Narodil se ve Štýrském Hradci ve šlechtické rodině francouzského původu (původní jméno rodiny, uprchlé před Francouzskou revolucí, bylo Picot de Peccaduc). Byl vychováván na jezuitských školách ve Feldkirchu, Mnichově, Drážďanech a Štýrském Hradci. Po dokončení středoškolských studií studoval práva, filosofii a politologii na Vídeňské univerzitě. Záhy se však začal věnovat hudbě a až do roku 1864 studoval skladbu u Felixe Dessoffa. Nejprve byl přitahován hudbou Richarda Wagnera, ale poté co studoval dílo Johanna Sebastiana Bacha se stal stoupencem klasické tradice a zastáncem hudby Johanese Brahmse.
V roce 1866 se oženil s Elisabetou von Stockhausen, která byla žačkou Johanese Brahmse. Až do roku 1872 žili ve Štýrském Hradci. Poté přesídlili do Lipska. V roce 1874 založil spolu s muzikologem Philippem Spittou společnost Leipzig Bach-Verein zasvěcenou propagaci a oživení Bachova díla. Sám se zabýval zejména Bachovými kantátami. V roce 1875 se stal ředitelem společnosti a tuto funkci vykonával po 10 let.
V roce 1885 byl jmenován profesorem na Hochschule für Musik v Berlíně. Kromě pedagogických povinností vedl mistrovské kurzy kompozice. V roce 1889 byl zvolen členem Akademie a stal se ředitelem Meisterschule für Komposition v Berlíně. Silně ho poznamena smrt manželky v roce 1892, takže načas přerušil své působení na škole. Onemocněl a kvůli nekróze kloubů byl upoután na kolečkové křeslo. V posledních letech svého života komponoval převážně chrámovou hudbu.
Zemřel náhle ve Wiesbadenu 9. října 1900. Je pochován ve Wiesbadenu na hřbitově Nordfriedhof.

## Dílo

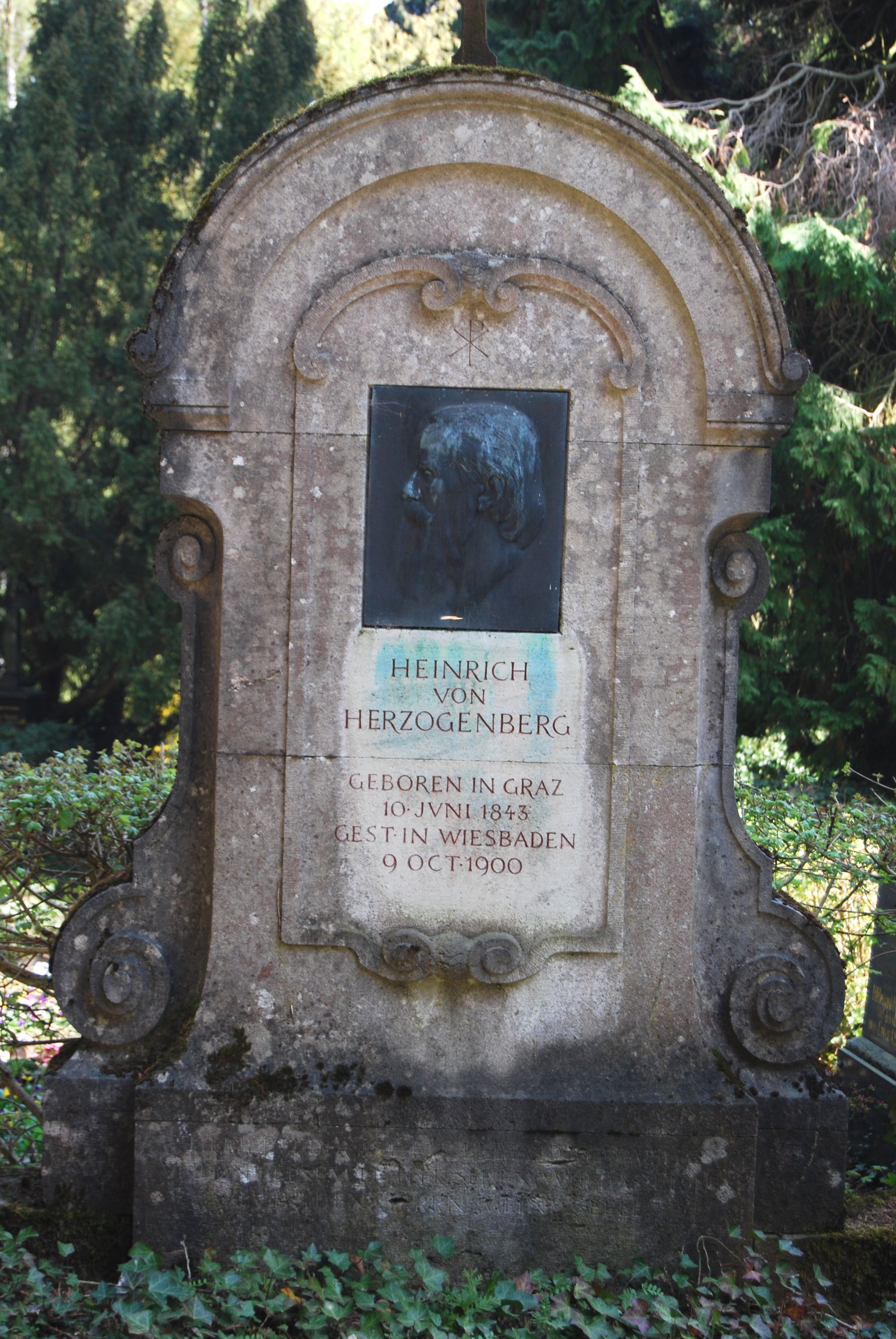
Hrob skladatele ve Wiesbadenu.

### Klavírní skladby
- Veränderungen für das Pianoforte, op. 3
- Phantasiestücke für das Pianoforte, op. 4
- 6 kleine Clavierstücke über das Motiv, op. 5
- Romanze für das Pianoforte, op. 6
- Akrosticha für das Pianoforte, op. 7
- Fantastische Tänze für das Pianoforte, op. 9
- Thema und Variationen [Des-Dur] für zwei Claviere, op. 13
- Variationen über ein Thema von Johannes Brahms für Pianoforte zu vier Händen, op. 23
- Fünf Clavierstücke (Edvard Grieg gewidmet), op. 25
- Allotria. Sechs Stücke für Pianoforte zu vier Händen, op. 33
- Fünf Clavierstücke (Neue Folge), op. 37
- Clavierstücke (Dritte Folge), op. 49
- Walzer für Pianoforte zu vier Händen, op. 53
- Variationen über das Menuett aus Don Juan für Pianoforte, op. 58
- Clavierstücke (Vierte Folge). Zwölf kleine Studien (Clara Schumann gewidmet)	, op. 68
- Dainu Balsai. Litauische Volkslieder für Pianoforte zu vier Händen, op. 76
- Walzer (Zweite Folge) für Pianoforte zu vier Händen, op. 83
- Variationen (E–Dur) für Clavier zu vier Händen, op. 84
- Variationen (D–Dur) für Clavier zu vier Händen, op. 85
- Variationen (d–Moll) für Clavier zu vier Händen, op. 86
- Capriccio für Pianoforte, op. 107
- Bagatelle g-Moll für Klavier zu 4 Händen, WoO 6
- Sieben Ländler für Klavier zu 4 Händen, WoO 7
- Zwölf Fugen für das Pianoforte über ein gegebenes Motiv (Caffe),WoO 8
- Sonate für das Pianoforte, WoO 9
- Fünf humoristische Stücke für Klavier, WoO 10
- Fantasia quasi Sonate für Klavier, WoO 13

### Komorní hudba
- Duo für Pianoforte und Violoncello, op. 12	(1872)
- Phantasie (B-Dur) für Pianoforte und Violine, op. 15 (1873)
- Sonate für Pianoforte u Violine (Joseph Joachim gewidmet), op. 32 (1882)
- Sonate (in a–Moll) für Pianoforte und Violoncell, op. 52 (1886)
- Sonate (No. 2 in Es–Dur) für Pianoforte und Violine, op. 54 (1887)
- Legenden für Pianoforte und Bratsche, op. 62 (1890)
- Zweite Sonate (in D–Dur) für Pianoforte und Violoncello, op. 64 (1890)
- Sonate (No. 3 in d–Moll) für Pianoforte und Violine, op. 78 (1892)
- Dritte Sonate (in Es–Dur) für Pianoforte und Violoncell, op. 94 (1897)
- Quintett [C-Dur] für Pianoforte, 2 Violinen, Bratsche und Violoncello, op. 17 (1876)
- Trio (c–Moll) für Pianoforte, Violine und Violoncello, op. 24 (1877)
- Zweites Trio [d-Moll] für Klavier, Violine und Violoncello, op. 36 (1884)
- Quintett [Es-Dur] für Pianoforte, Oboe, Clarinette, Horn und Fagott, op. 43 (1884)
- Trio für Pianoforte, Hoboe und Horn, op. 61 (1889)
- Quartett (e–Moll) für Pianoforte, Violine, Bratsche und Violoncello, op. 75 (1892)
- Zweites Quartett (B–Dur) für Pianoforte, Violine, Bratsche und Violoncell (Johannes Brahms gewidmet), op. 95 (1897)
- Quartett (d–Moll) für zwei Violinen, Bratsche und Violoncello, op. 18 (1876)
- Trio für Violine, Viola und Violoncello Nr. 1 A-Dur, op. 27 (1879)
- Trio für Violine, Viola und Violoncello Nr. 2 F-Dur, op. 27 (1879)
- Drei Quartette für zwei Violinen, Bratsche und Violoncello, op. 42 (1884)
- Quartett (in f–Moll) für zwei Violinen, Bratsche und Violoncello, op. 63 (1890)
- Quintett (c–Moll) für zwei Violinen, zwei Bratschen und Violoncello, op. 77 (1892)

### Orchestrální skladby
- Odysseus. Symphonie für grosses Orchester, op. 16
- Symphonie (c–Moll) für grosses Orchester, op. 50
- Symphonie (No. 2 in B–Dur) für grosses Orchester, op. 70
- Concert A-Dur für Violine und Orchester, WoO 4
- Symphonie F-Dur für grosses Orchester, WoO 25
- Konzert für Violoncello und Orchester, WoO 30
- Serenade für Flöte, Oboe, Klarinette, zwei Fagotte, zwei Hörner und Streichorchester, WoO 33

### Písně
- Sechs Lieder für eine Singstimme mit Begleitung des Pianoforte, op. 1
- Der verirrte Jäger: „Ich hab' geseh'n ein Hirschlein schlank“ Ballade von Joseph v. Eichendorff für eine tiefe Stimme mit Begleitung des Pianoforte, op. 2
- Neun Volkslieder für Singstimme und Pianoforte-Begleitung (Elisabeth von Herzogenberg gewidmet), op. 8
- Fünf Lieder für eine hohe Singstimme mit Begleitung des Pianoforte nach Gedichten von Eichendorff, Lenau, Rückert, Mörike u.a., op. 29
- Fünf Lieder für eine hohe Singstimme mit Begleitung des Pianoforte nach Gedichten von Eichendorff, Lenau, Rückert, Mörike u.a., op. 30
- Fünf Lieder für eine hohe Singstimme mit Begleitung des Pianoforte nach Gedichten von Eichendorff, Lenau, Rückert, Mörike u.a., op. 31
- Vier Gesänge für eine hohe Singstimme mit Begleitung des Pianoforte (Gedichte von Mörike, Lenau und Rückert), op. 40
- Sieben Lieder für eine hohe Singstimme mit Begleitung des Pianoforte (Gedichte von Brentano, Mörike, v. Goethe, Gottfried Keller), op. 41
- Gesänge und Balladen für eine tiefere Stimme mit Begleitung des Pianoforte (Texte von Goethe, Rückert, Eichendorff, Gottfried Keller, Uhland), op. 44
- Sieben serbische Mädchen-Lieder (Übersetzung von Talvj) für eine Mezzo-Sopran-Stimme mit Begleitung des Pianoforte, op. 45
- Drei Romanzen für eine Singstimme mit Begleitung des Pianoforte, op. 47
- Sieben Lieder für eine Singstimme mit Begleitung des Pianoforte, op. 48
- Das Herz von Douglas. Ballade für eine Bariton- oder Mezzo-Sopran-Stimme mit Begleitung des Pianoforte, op. 51
- Drei Balladen für eine mittlere Singstimme mit Begleitung des Pianoforte, op. 65
- Der Musikant. Liederreihe von J. v. Eichendorff für eine hohe Singstimme mit Begleitung des Pianoforte, op. 66
- Vier Gesänge für eine hohe Singstimme mit Begleitung des Pianoforte (Texte von Heine, Goethe, Kerner und Mörike), op. 69
- Canti popolari Toscani, messi in musica per Soprano (o Tenore) con accompagnamento del Cembalo [Rispetti], op. 82
- Elegische Gesänge für eine hohe Stimme mit Begleitung des Pianoforte (Texte von Eichendorff), op. 91
- Vier Gedichte von Paul Heyse für eine hohe Stimme mit Clavierbegleitung, op. 96
- Fünf Lieder von Johann Georg Fischer für eine hohe Stimme mit Clavierbegleitung, op. 97
- Sechs Balladen für eine höhere Stimme, op. 101
- Elegische Gesänge (Zweite Folge) aus dem Cyklus „Auf meines Kindes Tod“ von J. von Eichendorff für eine Singstimme mit Begleitung des Pianoforte, op. 105
- Drei Gesänge von Gräfin Wilhelmine von Wickenburg-Almasy für eine Singstimme mit Begleitung des Claviers, op. 108

### Sbory
- Vier Notturnos (Gedichte von J.v. Eichendorff) für vier Singstimmen mit Begleitung des Pianoforte , op. 22
- Duette für Sopran und Tenor mit Begleitung des Pianoforte, op. 38
- Drei Gesänge (Dichtungen von Fr. Hebbel), für vier Solostimmen mit Begleitung des Pianoforte, op. 73
- Drei Duette für Sopran und Bariton mit Begleitung des Pianoforte, op. 74
- Fünf Canon's (aus den Neugriechischen Liebes-Skolien von Goethe), für drei Solo-Soprane (oder Chor) mit oder ohne Begleitung des Claviers, op. 79
- Lieder für gemischten Chor (Texte von Mörike, Goethe, Eichendorff, Uhland), op. 10
- Columbus. Eine dramatische Cantate für Soli, Männerchor, gemischten Chor und grosses Orchester (Text: Heinrich von Herzogenberg), op. 11
- Deutsches Liederspiel. Text nach älteren und neueren Volksliedern, für Solostimme und gemischten Chor mit Begleitung des Pianoforte zu vier Händen, op. 14
- Lieder und Romanzen für vierstimmigen Frauenchor a cappella oder mit Begleitung des Pianoforte, op. 26
- Zwölf deutsche Volkslieder aus dem 15., 16. und 17. Jahrhundert für vierstimmigen gemischten Chor, op. 35
- Der Stern des Lied's, Ode für vierstimmigen Chor und Orchester, op. 55
- Die Weihe der Nacht (Dichtung von Friedrich Hebbel), für Alt-Solo, vierstimmigen Chor und Orchester, op. 56
- Sechs Gesänge für gemischten Chor a cappella (Texte von Rückert, Goethe, Eichendorff, Homburg), op. 57
- Nana's Klage (Dichtung von Wilhelm Jordan), für Sopran- und Alt-Solo, kleinen Chor und Orchester, op. 59
- Sechs Mädchenlieder von Paul Heyse für dreistimmigen Frauenchor mit Clavierbegleitung, op. 98
- Nachthymne, für Bariton, Chor und Orchester, Text nach Hebbel, op. WoO 45
- 12 Deutsche Geistliche Volkslieder für vierstimmigen gemischten Chor, op. 28
- Psalm 116 „Das ist mir lieb“, für vierstimmigen gemischten Chor a cappella, op. 34
- Weihnachtslied „Kommst du, Licht der Heiden“ für sechsstimmigen Chor a cappella, op. 57
- Psalm 94 „Herr Gott, dess die Rache ist“, für vier Solostimmen, Doppel-Chor, Orchester und Orgel, op. 60
- Königs-Psalm für vierstimmigen Chor und Orchester (Orgel ad libitum), op. 71
- Requiem für vierstimmigen Chor und Orchester (Orgel ad libitum), op. 72
- Todtenfeier. Cantate für Soli, Chor, Orchester und Orgel (geschrieben auf den ersten Todestag seiner Frau Elisabeth geb. von Stockhausen), op. 80
- Liturgische Gesänge für Chor a cappella - I zur Adventszeit; II Zur Epiphanias-Zeit; III Zur Passionszeit, op. 81
- Messe (e–Moll) für Soli, Chor und Orchester (Orgel ad libitum) (Dem Andenken Philipp Spitta's), op. 87
- Begräbniss-Gesang für Tenor-Solo und Männerchor a cappella oder mit Begleitung von vier Hörnern, drei Posaunen und Tuba (zur Einweihung des Grabdenkmals für Philipp Spitta), op. 88
- Geistliche Gesänge für eine hohe Stimme mit Begleitung von Violine und Orgel, op. 89
- Die Geburt Christi. Text aus Worten der heiligen Schrift und geistlichen Liedern zusammengestellt von Friedrich Spitta, Kirchen-Oratorium für Solostimmen, gemischten Chor und Kinderchor mit Begleitung von Harmonium, Streichinstrumenten und Oboe, und für Gemeindegesang und Orgel, op. 90
- Liturgische Gesänge für Chor a cappella - IV Zum Totensonntag, op. 92
- Die Passion. Kirchen-Oratorium für Gründonnerstag und Charfreitag, für Solostimmen, Chor, Streichorchester, Harmonium, Gemeindegesang und Orgel, op. 93
- Liturgische Gesänge für Chor a cappella (No. 5. Für Gemeindegesang, Chor und Orgel) - V. Zum Erntefest, op. 99
- Vier Choral-Motetten für vierstimmigen Chor a cappella	, op. 02
- Vier Motetten für vier-, fünf- und achtstimmigen Chor a cappella, op. 103
- Erntefeier. Kirchenoratorium für Soli, Chor, Orchester, Gemeindegesang und Orgel, op. 104
- Cantate über den Choral „Gott ist gegenwärtig“ von Gerhard Tersteegen, für Gemeindegesang und Chor mit Begleitung von Orchester (Streichquintett, Trompeten, Pauken) und Orgel, op. 106
- Zwei biblische Szenen, op. 109

### Varhany
- Orgel-Phantasie über die Melodie „Nun komm, der Heiden Heiland“, op. 39
- Orgel-Phantasie über die Melodie „Nun danket alle Gott“, op. 46
- Sechs Choräle für die Orgel	67
- Geistliche Gesänge für eine hohe Stimme mit Begleitung von Violine und Orgel, op. 89
- Präludium für Orgel zu 4 Händen, op. 41

### Opery
- Opera neznámého jména a obsahu, libreto Heinrich von Herzogenberg, WoO 54
- Signor Formica. libreto Heinrich von Herzogenberg podle E.T.A. Hoffmanns Erzählung. WoO 55